# Giro del Belgio 1989
Il Giro del Belgio 1989, settantesima edizione della corsa e valida come evento UCI categoria 2.4, si svolse dall'8 al 13 agosto 1989, per un percorso totale di 1035,8 km suddiviso in un prologo più 5 tappe. Fu vinto dal britannico Sean Yates che concluse il giro con il tempo totale di 25 ore, 45 minuti e 48 secondi, alla media di 40,2 km/h.

## Tappe
| Tappa  | Data      | Percorso                      | km     | Vincitore di tappa | Leader cl. generale |
| ------ | --------- | ----------------------------- | ------ | ------------------ | ------------------- |
| Prol.  | 8 agosto  | Geel (Cron. individuale)      | 7,8    | Thierry Marie      |                     |
| 1ª-1ª  | 9 agosto  | Geel > Verviers               | 106    | Sean Yates         |                     |
| 1ª-2ª  | 9 agosto  | Verviers > Charleroi          | 159    | Sean Yates         |                     |
| 2ª     | 10 agosto | Charleroi > Ostenda           | 215    | Rudy Patry         |                     |
| 3ª-1ª  | 11 agosto | Ostenda > Roeselare           | 145    | Ferdi Dierickx     |                     |
| 3ª-2ª  | 11 agosto | Roeselare (Cron. individuale) | 20     | Frans Maassen      |                     |
| 4ª     | 12 agosto | Torhout > Werchter            | 240    | Carlo Bomans       |                     |
| 5ª     | 13 agosto | Haacht > Lovanio              | 143    | Johan Museeuw      | Sean Yates          |
| Totale | Totale    | Totale                        | 1035,8 |                    |                     |

## Dettagli delle tappe

### Prologo
- 8 agosto: Geel – Cronometro individuale – 7,8 km

Risultati
| Pos. | Corridore     | Squadra     | Tempo |
| ---- | ------------- | ----------- | ----- |
| 1    | Thierry Marie | Super U     | 9'39" |
| 2    | Frans Maassen | Superconfex | a 3"  |
| 3    | Lech Piasecki | Malvor-Sidi | a 9"  |

### 1ª tappa-1ª semitappa
- 9 agosto: Geel > Verviers – 106 km

Risultati
| Pos. | Corridore       | Squadra      | Tempo    |
| ---- | --------------- | ------------ | -------- |
| 1    | Sean Yates      | 7-Eleven     | 2h49'15" |
| 2    | Sergej Uslamine | Alfa Lum-STM | s.t.     |
| 3    | Eddy Planckaert | ADR-W-Cup    | a 42"    |

### 1ª tappa-2ª semitappa
- 9 agosto: Verviers > Charleroi – 159 km

Risultati
| Pos. | Corridore     | Squadra     | Tempo    |
| ---- | ------------- | ----------- | -------- |
| 1    | Sean Yates    | 7-Eleven    | 2h49'15" |
| 2    | Dirk Demol    | Lotto       | s.t.     |
| 3    | Frans Maassen | Superconfex | s.t.     |

### 2ª tappa
- 10 agosto: Charleroi > Ostenda – 215 km

Risultati
| Pos. | Corridore     | Squadra      | Tempo    |
| ---- | ------------- | ------------ | -------- |
| 1    | Rudy Patry    | Histor-Sigma | 5h33'11" |
| 2    | Johan Museeuw | ADR-W-Cup    | s.t.     |
| 3    | Peter Harings | Panasonic    | s.t.     |

### 3ª tappa-1ª semitappa
- 11 agosto: Ostenda > Roeselare – 145 km

Risultati
| Pos. | Corridore         | Squadra        | Tempo    |
| ---- | ----------------- | -------------- | -------- |
| 1    | Ferdi Dierickx    | Domex          | 3h24'05" |
| 2    | J.P. Vandenbrande | TVM-Van Schilt | s.t.     |
| 3    | Jim van de Laer   | Humo-TW Rock   | a 4"     |

### 3ª tappa-2ª semitappa
- 11 agosto: Roeselare – Cronometro individuale – 20 km

Risultati
| Pos. | Corridore     | Squadra     | Tempo    |
| ---- | ------------- | ----------- | -------- |
| 1    | Frans Maassen | Superconfex | 3h24'05" |
| 2    | Johan Museeuw | ADR-W-Cup   | a 4"     |
| 3    | Sean Yates    | 7-Eleven    | a 9"     |

### 4ª tappa
- 12 agosto: Torhout > Werchter – 240 km

Risultati
| Pos. | Corridore             | Squadra   | Tempo    |
| ---- | --------------------- | --------- | -------- |
| 1    | Carlo Bomans          | Domex     | 5h54'35" |
| 2    | Luca Gelfi            | Del Tongo | s.t.     |
| 3    | Frank Van Den Abbeele | Lotto     | s.t.     |

### 5ª tappa
- 13 agosto: Haacht > Lovanio – 143 km

Risultati
| Pos. | Corridore     | Squadra   | Tempo    |
| ---- | ------------- | --------- | -------- |
| 1    | Johan Museeuw | ADR-W-Cup | 3h15'20" |
| 2    | Adriano Baffi | Ariostea  | s.t.     |
| 3    | Rolf Sørensen | Ariostea  | s.t.     |

## Classifiche finali

### Classifica generale
| Pos. | Corridore            | Squadra     | Tempo     |
| ---- | -------------------- | ----------- | --------- |
| 1    | Sean Yates           | 7 Eleven    | 23h48'17" |
| 2    | Frans Maassen        | Superconfex | a 1"      |
| 3    | Johan Museeuw        | ADR-W-Cup   | a 25"     |
| 4    | Alan Peiper          | Panasonic   | a 26"     |
| 5    | Rolf Sørensen        | Ariostea    | a 38"     |
| 6    | Luca Gelfi           | Del Tongo   | a 50"     |
| 7    | Frank Hoste          | ADR-W-Cup   | a 1'29"   |
| 8    | Marc Sergeant        | Hitachi-VTM | a 1'37"   |
| 9    | Carlo Bomans         | Domex       | s.t.      |
| 10   | Frank Van Den Abeele | Lotto       | a 1'43"   |